# King Jammy
 (mars 2025).
Si vous disposez d'ouvrages ou d'articles de référence ou si vous connaissez des sites web de qualité traitant du thème abordé ici, merci de compléter l'article en donnant les références utiles à sa vérifiabilité et en les liant à la section « Notes et références ».
Lloyd James (né en 1947 à Montego Bay), plus connu sous les noms de Prince Jammy ou King Jammy, est un producteur et musicien de dub, de dancehall et de reggae.

## Biographie
L'artiste commence sa carrière musicale vers la fin des années 1970, initié et projeté sur le devant de la scène par son ami King Tubby. Pendant 10 ans, le « Prince » (car disciple du « King ») va officier activement dans le style dub et multipliera les collaborations. Son premier titre en 1979 Kamikazi Dub édité avec Dub Contest, autre titre qui l'oppose à Crucial Bunny. Un album est enregistré avec King Tubby, Errol Thompson et Maxie dans le célèbre studio Channel One à Kingston. Les productions s'enchainent ensuite avec d'autres disques en compagnie de Lee Scratch Perry, Yabby You ou Scientist. Prince Jammy obtient également l'autorisation de remixer une partie du répertoire de Black Uhuru et de Johnny Osbourne.
Pour ses réalisations, l'artiste travaille alors sur des riddims joués par la paire rythmique Sly and Robbie ou les guitaristes Earl Smith et Tony Chin. Prince Jammy développe un son très acoustique, malgré une surcharge d'effets, d'échos, de bruitages et de bribes vocales, qui viennent s'intercaler entre la ligne de basse et le skank de la rythmique et du clavier.
Puis, en 1985, Prince Jammy s'écarte légèrement du style pour développer un tout nouveau genre musical, le dancehall. Il lance le premier riddim digital Sleng Teng, à l'origine du mouvement. L'artiste entre donc dans l'ère digitale, caractérisée par une ambiance très synthétique où la basse possède un son mat et où les mélodies comme les rythmes restent assez simples. L'aspect répétitif du son est en réalité mis au service du débit saccadé des toasters. Retenons[style à revoir] notamment le tube et album Under Me Sleng Teng de Wayne Smith, décliné ensuite en Computerised Dub. Ainsi, après la mort tragique de son maitre d'œuvre King Tubby, et comme sa musique connait un succès grandissant, le Prince devient le King Jammy et toutes ses productions seront dorénavant signées sous ce nom.
Toujours en activité depuis plus de 30 ans, King Jammy est un artiste reconnu dont l'œuvre est régulièrement rééditée.

## Discographie
- 1979 : Kamikazi Dub
- 1979 : His Majestys Dub (avec King Tubby)
- 1979 : Fat Man Dub Contest (avec Crucial Bunny)
- 1979 : Harder Na Rass (avec The Rass-es Band)
- 1979 : Dubwise Revolution (avec King Tubby et Scientist)
- 1980 : Fatman vrs. Shaka In a Dub Conference
- 1980 : Big Showdown (avec Scientist)
- 1980 : The Crowning of Prince Jammy
- 1981 : First, Second and Third Generation of Dub (avec King Tubby et Scientist)
- 1981 : Strictly Dub
- 1982 : Uhuru In Dub (avec Black Uhuru)
- 1982 : Prince Jammy Destroys the Invaders)
- 1982 : Dub Landing Vol: 2 (avec Scientist)
- 1983 : Dub Culture
- 1983 : Osbourne In Dub
- 1983 : Scientist and Jammy Strike Back (1983)
- 1983 : The Rhythm King (réédition en 2003)
- 1986 : Computerised Dub
- 2011 : Crucial in Dub (Prince Jammy) (Greensleeves/VP)
- 2015 : Alborosie Meets King Jammy – Dub of Throne (Alborosie, King Jammy)	(Greensleeves/VP)
- 2015 : Jammy's Dub Encounter (King Jammy, Keith Hudson) (VP)
- 2016 : Rasta State
- 2016 : King Jammy Presents: New Sounds of Freedom (King Jammy, Black Uhuru)
- 2017 : Waterhouse Dub (King Jammy)
- 2018 : King Jammy Presents Dennis Brown: Tracks of Life
- 2022 : King Jammy Destroys the Virus with Dub (King Jammy)
- 2023 : Rebirth of the Cool Ruler

### Productions
Déjà producteur actif de talents pendant sa jeunesse, c'est assez naturellement que King Jammy va mettre à disposition son label Jammy's Records pour promouvoir le Dancehall et les jeunes qui en font.
- Barry Brown - King Jammy Presents Barry Brown (1980)
- Barry Brown - Showcase (1980)
- Black Crucial - Mr. Sonny (1985)
- Black Sounds Uhro (= Black Uhuru) - Love Crisis (1977)
- Black Uhuru - Black Sounds Of Freedom (1981)
- Cocoa Tea - The Marshall (1985)
- Dennis Brown - History (1985)
- Dennis Brown - Slow Down (1985)
- Dennis Brown - The Exit (1986)
- Errol Holt - Vision Of Africa (1978)
- Frankie Paul - Sara (1987)
- Frankie Paul & Michael Palmer - Double Trouble (1985)
- Gregory Isaacs - Come Along (1988)
- Half Pint - Money Man Skank (1984)
- Half Pint - One In A Million (1984)
- Horace Andy - Haul And Jack Up (1987)
- Hortense Ellis - Reflections (1979)
- Hugh Mundell & Lacksley Castell - Jah Fire (1980)
- Johnny Osbourne - Folly Ranking (1980)
- Johnny Osbourne - Mr Body Bye (?)
- Johnny Osbourne - Musical Chopper (1983)
- Johnny Osbourne - Water Pumping (1983)
- Jolly Brothers - Consciousness (1979)
- Junior Reid - Boom Shack A Lack (1985)
- Leroy Smart - She Just A Draw Card (1982)
- Leroy Smart - Showcase (1985)
- Leroy Smart - We Rule Everytime (1985)
- Little John - Clarks Booty (1985)
- Michael Palmer - I'm So Attractive (1985)
- Natural Vibes - Life Hard A Yard (1982)
- Niccademos - Dance Hall Style (1982)
- Noel Phillips - Youth Man Vibrations (1981)
- Peter Yellow - Hot (1982)
- Sugar Minott - A Touch Of Class (1985)
- Sugar Minott - Bitter Sweet (1979)
- Tonto Irie - Jammy's Possee (?)
- Travellers - Black Black Minds (1977)
- U Black - Westbound Thing A Swing (1977)
- U Brown - Mr Brown Something (1978)
- U Brown & Peter Yellow - DJ Confrontation (1982)
- Wayne Smith - Smoker Super (1985)
- Wayne Smith - Under Me Sleng Teng (1985)
- Wayne Smith - Youthman Skanking (1982)